# Tour d'Ankara 2015
La 1re édition du Tour d'Ankara a eu lieu du 10 au 13 juin 2015. La course fait partie du calendrier UCI Europe Tour 2015 en catégorie 2.2.
Elle a été remportée par le Turc Nazim Bakırcı (Torku Şekerspor), vainqueur de la première étape, qui s'impose respectivement de 5 secondes et une minutes et quinze secondes devant ses coéquipiers et compatriotes Fatih Keleş et Ahmet Örken.
Le Turc Onur Balkan (Brisaspor), lauréat des deuxième et troisième étapes, gagne le classement par points tandis qu'Örken s'adjuge celui de la montagne et que la formation turque Torku Şekerspor termine meilleure équipe.

## Présentation

### Équipes
Classé en catégorie 2.2 de l'UCI Europe Tour, le Tour d'Ankara est par conséquent ouvert aux équipes continentales professionnelles turques, aux équipes continentales, aux équipes nationales et aux équipes régionales et de clubs.
Neuf équipes participent à ce Tour d'Ankara - une équipe continentale cinq équipes nationales et trois équipes régionales et de clubs :
| Équipe continentale | Équipe continentale | Équipe continentale |
| Nom de l'équipe     | Pays                | Code                |
| ------------------- | ------------------- | ------------------- |
| Torku Şekerspor     | Turquie             | TRK                 |

| Équipes nationales            | Équipes nationales | Équipes nationales |
| Nom de l'équipe               | Pays               | Code               |
| ----------------------------- | ------------------ | ------------------ |
| Équipe nationale de Géorgie   | Géorgie            | GEO                |
| Équipe nationale de Macédoine | Macédoine du Nord  | MKD                |
| Équipe nationale de Moldavie  | Moldavie           | MDA                |
| Équipe nationale de Serbie    | Serbie             | SRB                |
| Équipe nationale de Turquie   | Turquie            | TUR                |

| Équipes régionales de clubs | Équipes régionales de clubs | Équipes régionales de clubs |
| Nom de l'équipe             | Pays                        | Code                        |
| --------------------------- | --------------------------- | --------------------------- |
| Brisaspor                   | Turquie                     | BRI                         |
| Hemus 1986-Troyan           | Bulgarie                    | HTR                         |
| Lokomotiv Azerbaïdjan       | Azerbaïdjan                 | LAZ                         |

## Étapes
| Étape     | Date    | Villes étapes            |                           | Distance (km) | Vainqueur d’étape | Leader du classement général |
| --------- | ------- | ------------------------ | ------------------------- | ------------- | ----------------- | ---------------------------- |
| 1re étape | 10 juin | Ankara - Kızılcahamam    | Étape de moyenne montagne | 173,7         | Nazim Bakırcı     | Nazim Bakırcı                |
| 2e étape  | 11 juin | Kızılcahamam - Beypazarı | Étape de plaine           | 115           | Onur Balkan       | Nazim Bakırcı                |
| 3e étape  | 12 juin | Beypazarı - Beylikköprü  | Étape de plaine           | 106           | Onur Balkan       | Nazim Bakırcı                |
| 4e étape  | 13 juin | Polatlı - Gölbaşı        | Étape de plaine           | 133,5         | Feritcan Şamlı    | Nazim Bakırcı                |

## Déroulement de la course

### 1reétape
| Classement de l'étape | Classement de l'étape  | Classement de l'étape | Classement de l'étape        | Classement de l'étape |
|                       | Coureur                | Pays                  | Équipe                       | Temps                 |
| --------------------- | ---------------------- | --------------------- | ---------------------------- | --------------------- |
| 1er                   | Nazim Bakırcı          | Turquie               | Torku Şekerspor              | en 4 h 33 min 47 s    |
| 2e                    | Fatih Keleş            | Turquie               | Torku Şekerspor              | + 0 s                 |
| 3e                    | Marko Danilović        | Serbie                | Équipe nationale de Serbie   | + 1 min 17 s          |
| 4e                    | Ahmet Örken            | Turquie               | Torku Şekerspor              | + 1 min 17 s          |
| 5e                    | Ivan Stević            | Serbie                | Équipe nationale de Serbie   | + 3 min 8 s           |
| 6e                    | Feritcan Şamlı         | Turquie               | Torku Şekerspor              | + 3 min 8 s           |
| 7e                    | Georgi Georgiev Petrov | Bulgarie              | Brisaspor                    | + 3 min 8 s           |
| 8e                    | Marko Stanković        | Serbie                | Équipe nationale de Serbie   | + 3 min 19 s          |
| 9e                    | Andrei Covalciuc       | Moldavie              | Équipe nationale de Moldavie | + 3 min 19 s          |
| 10e                   | Karim Khorrami         | Iran                  | Lokomotiv Azerbaïdjan        | + 3 min 19 s          |
| modifier              |                        |                       |                              |                       |

| Classement général | Classement général     | Classement général | Classement général           | Classement général |
|                    | Coureur                | Pays               | Équipe                       | Temps              |
| ------------------ | ---------------------- | ------------------ | ---------------------------- | ------------------ |
| 1er                | Nazim Bakırcı          | Turquie            | Torku Şekerspor              | en 4 h 33 min 37 s |
| 2e                 | Fatih Keleş            | Turquie            | Torku Şekerspor              | + 4 s              |
| 3e                 | Marko Danilović        | Serbie             | Équipe nationale de Serbie   | + 1 min 23 s       |
| 4e                 | Ahmet Örken            | Turquie            | Torku Şekerspor              | + 1 min 27 s       |
| 5e                 | Ivan Stević            | Serbie             | Équipe nationale de Serbie   | + 3 min 18 s       |
| 6e                 | Feritcan Şamlı         | Turquie            | Torku Şekerspor              | + 3 min 18 s       |
| 7e                 | Georgi Georgiev Petrov | Bulgarie           | Brisaspor                    | + 3 min 18 s       |
| 8e                 | Marko Stanković        | Serbie             | Équipe nationale de Serbie   | + 3 min 29 s       |
| 9e                 | Andrei Covalciuc       | Moldavie           | Équipe nationale de Moldavie | + 3 min 29 s       |
| 10e                | Karim Khorrami         | Iran               | Lokomotiv Azerbaïdjan        | + 3 min 29 s       |
| modifier           |                        |                    |                              |                    |

### 2eétape
| Classement de l'étape | Classement de l'étape   | Classement de l'étape | Classement de l'étape        | Classement de l'étape |
|                       | Coureur                 | Pays                  | Équipe                       | Temps                 |
| --------------------- | ----------------------- | --------------------- | ---------------------------- | --------------------- |
| 1er                   | Onur Balkan             | Turquie               | Brisaspor                    | en 2 h 56 min 25 s    |
| 2e                    | Ahmet Örken             | Turquie               | Torku Şekerspor              | m.t                   |
| 3e                    | Giorgi Nareklishvili    | Géorgie               | Équipe nationale de Géorgie  | m.t                   |
| 4e                    | Ali Gülcan              | Turquie               | Équipe nationale de Turquie  | m.t                   |
| 5e                    | Ivan Stević             | Serbie                | Équipe nationale de Serbie   | m.t                   |
| 6e                    | Goran Antonijević       | Serbie                | Équipe nationale de Serbie   | m.t                   |
| 7e                    | Recep Ünalan            | Turquie               | Brisaspor                    | m.t                   |
| 8e                    | Dumitru Bumbu           | Moldavie              | Équipe nationale de Moldavie | m.t                   |
| 9e                    | Konstantinos Efstathiou | Grèce                 | Hemus 1986-Troyan            | m.t                   |
| 10e                   | Nazim Bakırcı           | Turquie               | Torku Şekerspor              | m.t                   |
| modifier              |                         |                       |                              |                       |

| Classement général | Classement général     | Classement général | Classement général            | Classement général |
|                    | Coureur                | Pays               | Équipe                        | Temps              |
| ------------------ | ---------------------- | ------------------ | ----------------------------- | ------------------ |
| 1er                | Nazim Bakırcı          | Turquie            | Torku Şekerspor               | en 7 h 30 min 2 s  |
| 2e                 | Fatih Keleş            | Turquie            | Torku Şekerspor               | + 5 s              |
| 3e                 | Ahmet Örken            | Turquie            | Torku Şekerspor               | + 1 min 21 s       |
| 4e                 | Marko Danilović        | Serbie             | Équipe nationale de Serbie    | + 1 min 23 s       |
| 5e                 | Ivan Stević            | Serbie             | Équipe nationale de Serbie    | + 3 min 17 s       |
| 6e                 | Georgi Georgiev Petrov | Bulgarie           | Brisaspor                     | + 3 min 18 s       |
| 7e                 | Feritcan Şamlı         | Turquie            | Torku Şekerspor               | + 3 min 18 s       |
| 8e                 | Marko Stanković        | Serbie             | Équipe nationale de Serbie    | + 3 min 28 s       |
| 9e                 | Andrei Covalciuc       | Moldavie           | Équipe nationale de Moldavie  | + 3 min 29 s       |
| 10e                | Andrej Petrovski       | Macédoine du Nord  | Équipe nationale de Macédoine | + 3 min 31 s       |
| modifier           |                        |                    |                               |                    |

### 3eétape
| Classement de l'étape | Classement de l'étape | Classement de l'étape | Classement de l'étape         | Classement de l'étape |
|                       | Coureur               | Pays                  | Équipe                        | Temps                 |
| --------------------- | --------------------- | --------------------- | ----------------------------- | --------------------- |
| 1er                   | Onur Balkan           | Turquie               | Brisaspor                     | en 2 h 30 min 15 s    |
| 2e                    | Ahmet Örken           | Turquie               | Torku Şekerspor               | m.t                   |
| 3e                    | İsmail Akşoy          | Turquie               | Torku Şekerspor               | m.t                   |
| 4e                    | Ali Gülcan            | Turquie               | Équipe nationale de Turquie   | m.t                   |
| 5e                    | Enes Talha Ay         | Turquie               | Équipe nationale de Turquie   | m.t                   |
| 6e                    | Sabri Yıldırım        | Turquie               | Équipe nationale de Turquie   | m.t                   |
| 7e                    | Goran Antonijević     | Serbie                | Équipe nationale de Serbie    | m.t                   |
| 8e                    | Ivan Stević           | Serbie                | Équipe nationale de Serbie    | m.t                   |
| 9e                    | Denis Bazeliuc        | Moldavie              | Équipe nationale de Moldavie  | m.t                   |
| 10e                   | Stefan Petrovski      | Macédoine du Nord     | Équipe nationale de Macédoine | m.t                   |
| modifier              |                       |                       |                               |                       |

| Classement général | Classement général     | Classement général | Classement général            | Classement général |
|                    | Coureur                | Pays               | Équipe                        | Temps              |
| ------------------ | ---------------------- | ------------------ | ----------------------------- | ------------------ |
| 1er                | Nazim Bakırcı          | Turquie            | Torku Şekerspor               | en 10 h 0 min 17 s |
| 2e                 | Fatih Keleş            | Turquie            | Torku Şekerspor               | + 5 s              |
| 3e                 | Ahmet Örken            | Turquie            | Torku Şekerspor               | + 1 min 15 s       |
| 4e                 | Marko Danilović        | Serbie             | Équipe nationale de Serbie    | + 1 min 23 s       |
| 5e                 | Ivan Stević            | Serbie             | Équipe nationale de Serbie    | + 3 min 17 s       |
| 6e                 | Feritcan Şamlı         | Turquie            | Torku Şekerspor               | + 3 min 18 s       |
| 7e                 | Georgi Georgiev Petrov | Bulgarie           | Brisaspor                     | + 3 min 18 s       |
| 8e                 | Marko Stanković        | Serbie             | Équipe nationale de Serbie    | + 3 min 28 s       |
| 9e                 | Andrei Covalciuc       | Moldavie           | Équipe nationale de Moldavie  | + 3 min 29 s       |
| 10e                | Andrej Petrovski       | Macédoine du Nord  | Équipe nationale de Macédoine | + 3 min 31 s       |
| modifier           |                        |                    |                               |                    |

### 4eétape
| Classement de l'étape | Classement de l'étape | Classement de l'étape | Classement de l'étape       | Classement de l'étape |
|                       | Coureur               | Pays                  | Équipe                      | Temps                 |
| --------------------- | --------------------- | --------------------- | --------------------------- | --------------------- |
| 1er                   | Feritcan Şamlı        | Turquie               | Torku Şekerspor             | en 3 h 35 min 20 s    |
| 2e                    | Onur Balkan           | Turquie               | Brisaspor                   | m.t                   |
| 3e                    | Rasim Reis            | Turquie               | Torku Şekerspor             | m.t                   |
| 4e                    | Recep Ünalan          | Turquie               | Brisaspor                   | m.t                   |
| 5e                    | Ivan Stević           | Serbie                | Équipe nationale de Serbie  | m.t                   |
| 6e                    | Giorgi Nareklishvili  | Géorgie               | Équipe nationale de Géorgie | m.t                   |
| 7e                    | İsmail Akşoy          | Turquie               | Torku Şekerspor             | m.t                   |
| 8e                    | Ali Gülcan            | Turquie               | Équipe nationale de Turquie | m.t                   |
| 9e                    | Goran Antonijević     | Serbie                | Équipe nationale de Serbie  | m.t                   |
| 10e                   | Marko Stanković       | Serbie                | Équipe nationale de Serbie  | m.t                   |
| modifier              |                       |                       |                             |                       |

## Classements finals

### Classement général final
| Classement général final | Classement général final | Classement général final | Classement général final      | Classement général final |
|                          | Coureur                  | Pays                     | Équipe                        | Temps                    |
| ------------------------ | ------------------------ | ------------------------ | ----------------------------- | ------------------------ |
| 1er                      | Nazim Bakırcı            | Turquie                  | Torku Şekerspor               | en 13 h 35 min 37 s      |
| 2e                       | Fatih Keleş              | Turquie                  | Torku Şekerspor               | + 5 s                    |
| 3e                       | Ahmet Örken              | Turquie                  | Torku Şekerspor               | + 1 min 15 s             |
| 4e                       | Marko Danilović          | Serbie                   | Équipe nationale de Serbie    | + 1 min 23 s             |
| 5e                       | Feritcan Şamlı           | Turquie                  | Torku Şekerspor               | + 3 min 8 s              |
| 6e                       | Ivan Stević              | Serbie                   | Équipe nationale de Serbie    | + 3 min 17 s             |
| 7e                       | Georgi Georgiev Petrov   | Bulgarie                 | Brisaspor                     | + 3 min 18 s             |
| 8e                       | Marko Stanković          | Serbie                   | Équipe nationale de Serbie    | + 3 min 28 s             |
| 9e                       | Andrei Covalciuc         | Moldavie                 | Équipe nationale de Moldavie  | + 3 min 29 s             |
| 10e                      | Andrej Petrovski         | Macédoine du Nord        | Équipe nationale de Macédoine | + 3 min 59 s             |
| modifier                 |                          |                          |                               |                          |

### Classements annexes
| Classement par points | Classement par points | Classement par points | Classement par points      | Classement par points |
| --------------------- | --------------------- | --------------------- | -------------------------- | --------------------- |
|                       | Coureur               | Pays                  | Équipe                     | Point(s)              |
| 1er                   | Onur Balkan           | Turquie               | Brisaspor                  | 48 points             |
| 2e                    | Ahmet Örken           | Turquie               | Torku Şekerspor            | 43 pts                |
| 3e                    | Ivan Stević           | Serbie                | Équipe nationale de Serbie | 41 pts                |
| modifier              |                       |                       |                            |                       |

| Classement de la montagne | Classement de la montagne | Classement de la montagne | Classement de la montagne  | Classement de la montagne |
| ------------------------- | ------------------------- | ------------------------- | -------------------------- | ------------------------- |
|                           | Coureur                   | Pays                      | Équipe                     | Point(s)                  |
| 1er                       | Ahmet Örken               | Turquie                   | Torku Şekerspor            | 15 points                 |
| 2e                        | Marko Stanković           | Serbie                    | Équipe nationale de Serbie | 13 pts                    |
| 3e                        | Serkan Balkan             | Turquie                   | Brisaspor                  | 8 pts                     |
| modifier                  |                           |                           |                            |                           |

| \| Classement par équipes[7] \| Classement par équipes[7] \| Classement par équipes[7] \| Classement par équipes[7] \| \| \| Équipe \| Pays \| Temps \| \| ------------------------- \| -------------------------- \| ------------------------- \| ------------------------- \| \| 1re \| Torku Şekerspor \| Turquie \| en 40 h 48 min 39 s \| \| 2e \| Équipe nationale de Serbie \| Serbie \| + 6 min 24 s \| \| 3e \| Brisaspor \| Turquie \| + 11 min 12 s \| \| modifier \| \| \| \| |                            |         |                     |
| Classement par équipes |                            |         |                     |
| | Équipe                     | Pays    | Temps               |
| 1re | Torku Şekerspor            | Turquie | en 40 h 48 min 39 s |
| 2e | Équipe nationale de Serbie | Serbie  | + 6 min 24 s        |
| 3e | Brisaspor                  | Turquie | + 11 min 12 s       |
| modifier |                            |         |                     |

### UCI Europe Tour
Ce Tour d'Ankara attribue des points pour l'UCI Europe Tour 2015, par équipes seulement aux coureurs des équipes continentales professionnelles et continentales, individuellement à tous les coureurs sauf ceux faisant partie d'une équipe ayant un label WorldTeam.
| Position,          | 1er | 2e | 3e | 4e | 5e | 6e | 7e | 8e |
| Classement général | 40  | 30 | 16 | 12 | 10 | 8  | 6  | 3  |
| Par étapel         | 8   | 5  | 2  |    |    |    |    |    |
| Leader, par étapel | 4   |    |    |    |    |    |    |    |

| Cycliste               | Équipe                      | Général | Étape | Leader | Total |
| ---------------------- | --------------------------- | ------- | ----- | ------ | ----- |
| Nazim Bakırcı          | Torku Şekerspor             | 40      | 8     | 12     | 60    |
| Fatih Keleş            | Torku Şekerspor             | 30      | 5     | -      | 35    |
| Ahmet Örken            | Torku Şekerspor             | 16      | 10    | -      | 26    |
| Onur Balkan            | Brisaspor                   | -       | 21    | -      | 21    |
| Feritcan Şamlı         | Torku Şekerspor             | 10      | 8     | -      | 18    |
| Marko Danilović        | Équipe nationale de Serbie  | 12      | 2     | -      | 14    |
| Ivan Stević            | Équipe nationale de Serbie  | 8       | -     | -      | 8     |
| Georgi Georgiev Petrov | Brisaspor                   | 6       | -     | -      | 6     |
| Marko Stanković        | Équipe nationale de Serbie  | 3       | -     | -      | 3     |
| İsmail Akşoy           | Torku Şekerspor             | -       | 2     | -      | 2     |
| Giorgi Nareklishvili   | Équipe nationale de Géorgie | -       | 2     | -      | 2     |
| Rasim Reis             | Torku Şekerspor             | -       | 2     | -      | 2     |

## Évolution des classements
| Étape              | Vainqueur          | Classement général | Classement par points | Classement de la montagne | Classement par équipes |
| ------------------ | ------------------ | ------------------ | --------------------- | ------------------------- | ---------------------- |
| 1                  | Nazim Bakırcı      | Nazim Bakırcı      | Nazim Bakırcı         | Ahmet Örken               | Torku Şekerspor        |
| 2                  | Onur Balkan        | Nazim Bakırcı      | Ahmet Örken           | Ahmet Örken               | Torku Şekerspor        |
| 3                  | Onur Balkan        | Nazim Bakırcı      | Ahmet Örken           | Ahmet Örken               | Torku Şekerspor        |
| 4                  | Feritcan Şamlı     | Nazim Bakırcı      | Onur Balkan           | Ahmet Örken               | Torku Şekerspor        |
| Classements finals | Classements finals | Nazim Bakırcı      | Onur Balkan           | Ahmet Örken               | Torku Şekerspor        |

## Liste des participants
- Liste de départ complète

| Légende                         | Légende                                                                                         | Légende                         | Légende                                                                                                  |
| ------------------------------- | ----------------------------------------------------------------------------------------------- | ------------------------------- | --- |
| Num                             | Dossard de départ porté par le coureur sur ce Tour d'Ankara                                     | Pos                             | Position finale au classement général                                                                    |
| Leader du classement général    | Indique le vainqueur du classement général                                                      | Leader du classement par points | Indique le vainqueur du classement par points                                                            |
| Leader du classement du combiné | Indique le vainqueur du classement de la montagne                                               |                                 | Indique un maillot de champion national ou mondial, suivi de sa spécialité                               |
| #                               | Indique la meilleure équipe                                                                     | NP                              | Indique un coureur qui n'a pas pris le départ d'une étape, suivi du numéro de l'étape où il s'est retiré |
| AB                              | Indique un coureur qui n'a pas terminé une étape, suivi du numéro de l'étape où il s'est retiré | HD                              | Indique un coureur qui a terminé une étape hors des délais, suivi du numéro de l'étape                   |

| Équipe nationale de Turquie TUR | Équipe nationale de Turquie TUR | Équipe nationale de Turquie TUR |
| ------------------------------- | ------------------------------- | ------------------------------- |
| Num                             | Coureur                         | Pos                             |
| 1                               | Ugur Marmara (TUR)              | NP-4                            |
| 2                               | Ali Gülcan (TUR)                | 22e                             |
| 3                               | Vedat Koç (TUR)                 | AB-1                            |
| 4                               | Mertcan Kahraman (TUR)          | AB-1                            |
| 5                               | Sabri Yıldırım (TUR)            | 28e                             |
| 6                               | Mucahit Kürşat Okka (TUR)       | AB-4                            |
| 7                               | Enes Talha Ay (TUR)             | 31e                             |
| 8                               | Fethi Acar (TUR)                | 37e                             |
| Directeur sportif : ?           |                                 |                                 |

| Brisaspor BRI         | Brisaspor BRI                | Brisaspor BRI |
| --------------------- | ---------------------------- | ------------- |
| Num                   | Coureur                      | Pos           |
| 11                    | Georgi Georgiev Petrov (BUL) | 7e            |
| 12                    | Recep Ünalan (TUR)           | 23e           |
| 13                    | Gökhan Hasta (TUR)           | 24e           |
| 14                    | Serkan Balkan (TUR)          | 12e           |
| 15                    | Onur Balkan (TUR)            | 11e           |
| 16                    | Mert Mutlu (TUR)             | 18e           |
| 17                    | Aleksandar Aleksiev (BUL)    | 27e           |
| 18                    | Kemal Küçükbay (TUR)         | 17e           |
| Directeur sportif : ? |                              |               |

| Torku Şekerspor # TRK | Torku Şekerspor # TRK        | Torku Şekerspor # TRK |
| --------------------- | ---------------------------- | --------------------- |
| Num                   | Coureur                      | Pos                   |
| 21                    | Nazim Bakırcı (TUR)          | 1er                   |
| 22                    |                              |                       |
| 23                    | Feritcan Şamlı (TUR) (Route) | 5e                    |
| 24                    | Ahmet Örken (TUR)            | 3e                    |
| 25                    | Fatih Keleş (TUR)            | 2e                    |
| 26                    | Bekir Baki Akırşan (TUR)     | 13e                   |
| 27                    | İsmail Akşoy (TUR)           | 25e                   |
| 28                    | Rasim Reis (TUR)             | 30e                   |
| Directeur sportif : ? |                              |                       |

| Lokomotiv Azerbaïdjan LAZ | Lokomotiv Azerbaïdjan LAZ  | Lokomotiv Azerbaïdjan LAZ |
| ------------------------- | -------------------------- | ------------------------- |
| Num                       | Coureur                    | Pos                       |
| 31                        | Mahammad Alakbarov (AZE)   | AB-1                      |
| 32                        | Elvin Naghiyev (AZE)       | 44e                       |
| 33                        | Mohammad Pouresmaeil (IRI) | 26e                       |
| 34                        | Karim Khorrami (IRI)       | 15e                       |
| 35                        | Kamran Shabanov (AZE)      | 34e                       |
| 36                        |                            |                           |
| 37                        |                            |                           |
| 38                        |                            |                           |
| Directeur sportif : ?     |                            |                           |

| Hemus 1986-Troyan HTR | Hemus 1986-Troyan HTR         | Hemus 1986-Troyan HTR |
| --------------------- | ----------------------------- | --------------------- |
| Num                   | Coureur                       | Pos                   |
| 41                    | Stanimir Cholakov (BUL)       | 29e                   |
| 42                    | Konstantinos Efstathiou (GRE) | 14e                   |
| 43                    | Nikola Kozomara (SRB)         | 16e                   |
| 44                    | Zahari Syarov (BUL)           | AB-1                  |
| 45                    | Nikolaos Gerolymatos (GRE)    | 36e                   |
| 46                    |                               |                       |
| 47                    |                               |                       |
| 48                    |                               |                       |
| Directeur sportif : ? |                               |                       |

| Équipe nationale de Macédoine MKD | Équipe nationale de Macédoine MKD | Équipe nationale de Macédoine MKD |
| --------------------------------- | --------------------------------- | --------------------------------- |
| Num                               | Coureur                           | Pos                               |
| 51                                | Stefan Petrovski (MKD)            | 39e                               |
| 52                                | Veli Sadiki (MKD)                 | 43e                               |
| 53                                |                                   |                                   |
| 54                                | Nikola Djukic (MKD)               | 42e                               |
| 55                                | Andrej Petrovski (MKD)            | 10e                               |
| 56                                |                                   |                                   |
| 57                                |                                   |                                   |
| 58                                |                                   |                                   |
| Directeur sportif : ?             |                                   |                                   |

| Équipe nationale de Géorgie GEO | Équipe nationale de Géorgie GEO | Équipe nationale de Géorgie GEO |
| ------------------------------- | ------------------------------- | ------------------------------- |
| Num                             | Coureur                         | Pos                             |
| 68                              |                                 |                                 |
| 62                              | Dimitri Khosiauri (GEO)         | 33e                             |
| 63                              | Beka Nareklishvili (GEO)        | 38e                             |
| 64                              | Giorgi Suvadzoglu (GEO)         | 35e                             |
| 65                              | Aleko Gujabidze (GEO)           | AB-1                            |
| 66                              | Giorgi Nareklishvili (GEO)      | 19e                             |
| 68                              |                                 |                                 |
| 68                              |                                 |                                 |
| Directeur sportif : ?           |                                 |                                 |

| Équipe nationale de Serbie SRB | Équipe nationale de Serbie SRB | Équipe nationale de Serbie SRB |
| ------------------------------ | ------------------------------ | ------------------------------ |
| Num                            | Coureur                        | Pos                            |
| 71                             | Ivan Stević (SRB)              | 6e                             |
| 72                             | Marko Stanković (SRB)          | 8e                             |
| 73                             | Jovan Zekavica (SRB)           | AB-4                           |
| 74                             | Marko Danilović (SRB)          | 4e                             |
| 75                             | Goran Antonijević (SRB)        | 21e                            |
| 76                             |                                |                                |
| 77                             |                                |                                |
| 78                             |                                |                                |
| Directeur sportif : ?          |                                |                                |

| Équipe nationale de Moldavie MDA | Équipe nationale de Moldavie MDA | Équipe nationale de Moldavie MDA |
| -------------------------------- | -------------------------------- | -------------------------------- |
| Num                              | Coureur                          | Pos                              |
| 81                               | Andrei Vrabii (MDA)              | 40e                              |
| 82                               | Constantin Halca (MDA)           | AB-1                             |
| 83                               | Evghenii Berezutchi (MDA)        | 41e                              |
| 84                               | Dumitru Bumbu (MDA)              | 20e                              |
| 85                               | Andrei Covalciuc (MDA)           | 9e                               |
| 86                               | Andrei Ceban (MDA)               | AB-3                             |
| 87                               | Denis Bazeliuc (MDA)             | 32e                              |
| 88                               |                                  |                                  |
| Directeur sportif : ?            |                                  |                                  |